# PZL S-4 Kania
PZL S-4 Kania – polski samolot szkolny do holowania szybowców.

## Historia

Silnik M-11D eksponowany w MLP w Krakowie

Na początku lat pięćdziesiątych inż. Eugeniusz Stankiewicz opracował samolot szkolny przeznaczony do szkolenia pilotów i holowania szybowców oznaczony jako PZL S-3 Kania. Samolot ten został zbudowany w 1951 roku, ale nie został jednak dopuszczony do eksploatacji a zbudowany prototyp stojący na lotnisku Aeroklubu Warszawskiego uległ ostatecznie zniszczeniu. 
W 1956 roku samolotem tym zainteresowała się Wytwórnia Sprzętu Komunikacyjnego w Mielcu. Projekt zmodyfikowano a nowy otrzymał oznaczenie PZL S-4 Kania 2. Prototyp ten został oblatany w dniu 2 września 1957 roku. 
Następnie zbudowano kolejny prototyp oznaczony jako PZL S-4 Kania 3, który posiadał powiększone usterzenie pionowe, prototyp ten został oblatany w dniu 19 września 1958 roku przez Tadeusz Gołębiewskiego. Rozpoczęto również budowę kolejnego prototypu oznaczonego jako PZL S-4 Kania 4, który został ukończony dopiero w 1964 roku w Lotniczych Zakładach Naprawczych w Krośnie. Po zbudowaniu w WSK Mielec drugiego prototypu zrezygnowano z dalszej  budowy samolotów tego typu, gdyż zaniechano w Polsce produkcji silników M 11, które to miały być użyte do napędu samolotu. Ostatecznie zbudowano trzy prototypy samolotu PZL S-4 Kania.

## Użycie
Samoloty PZL S-4 Kania były używane w aeroklubach do holowania szybowców, dwa pierwsze prototypy Kania 2 (nr rej. SP-PAA) i Kania 3 (nr rej. SP-PBB) w Aeroklubie Mieleckim w Mielcu i prototyp trzeci Kania 4 (nr rej. SP-PBE) w Aeroklubie Podkarpackim w Krośnie. Zostały wycofane z użytku na początku lat siedemdziesiątych. 
Samolot PZL S-4 Kania 3 po zakończeniu eksploatacji został przekazany do Muzeum Lotnictwa Polskiego w Krakowie, gdzie znajduje się do chwili obecnej.

## Opis konstrukcji
Samolot PZL S-4 Kania jest górnopłatem zastrzałowym w układzie parasol. Konstrukcja półskorupowa, drewniana. Kadłub pokryty sklejką i płótnem. Kabina odkryta dwumiejscowa. 
Napęd stanowił silnik gwiazdowy, 5-cylindrowy, chłodzony powietrzem. Napędzał on dwułopatowe śmigło drewniane.
Podwozie klasyczne, dwukołowe stałe.